# Patriot Day

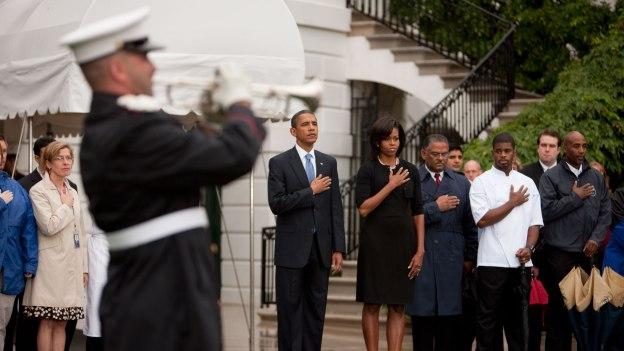
Präsident Barack Obama, Michelle Obama und Angehörige des Weißen Hauses an diesem Tag im Jahr 2009.

In den  Vereinigten Staaten von Amerika (USA) wird seit 2010 jährlich am 11. September der Patriot Day in Erinnerung an die 2001 bei den Anschlägen des 11. Septembers ermordeten 2.977 Personen als stiller Feiertag begangen. Davor hatte der seit 2002 jeweils landesweit viel beachtete Tag verschiedene administrative bzw. rechtliche Grundlagen, in welcher Form er begangen und durch die Staats- und die Bundesbehörden beachtet wird.
Art des Feiertags: National Day of Service and Remembrance
Vergleichbar zu der Benennung und der Art des kollektiven Erinnerns ist der US-Feiertag „National Pearl Harbor Remembrance Day“.